# 埃奇米爾 (馬里蘭州)
埃奇米爾（英語：Edgemere）是位於美國馬里蘭州巴爾的摩縣的一個普查規定居民點。

## 人口
根據2020年美國人口普查的數據，埃奇米爾的面積為53.28平方千米，當中陸地面積為28.14平方千米，而水域面積為25.14平方千米。當地共有人口9069人，而人口密度為每平方千米170.21人。